# Irena Bajerska
Irena Bajerska (ur. 17 grudnia 1943 w Cisównicy, zm. 14 sierpnia 2021 w Warszawie) – polska architekt krajobrazu; wykładowca akademicki, członek Stowarzyszenia Architektów Polskich (SARP). Wybitna projektantka, autorka wielu ogrodów, terenów rekreacyjnych i przestrzeni publicznych. Projektantka słynnego zielonego dachu Biblioteki Uniwersytetu Warszawskiego.

## Życiorys
Była absolwentką Szkoły Głównej Gospodarstwa Wiejskiego, gdzie uzyskała dyplom architekta krajobrazu. Pracę zawodową rozpoczęła w Biurze Projektowo-Badawczym Budownictwa Ogólnego w Miastoprojekcie w Warszawie (1972–1992). W 1990–2013 kontynuowała działalność w prywatnej Pracowni Architektury Krajobrazu Park w Warszawie. W latach 1980–2014 uczyła na Politechnice Warszawskiej na Wydziale Architektury.
Jej główna działalność wiązała się z projektowaniem i realizacją obiektów architektury krajobrazu w postaci ogrodów i zielonych przestrzeni publicznych.

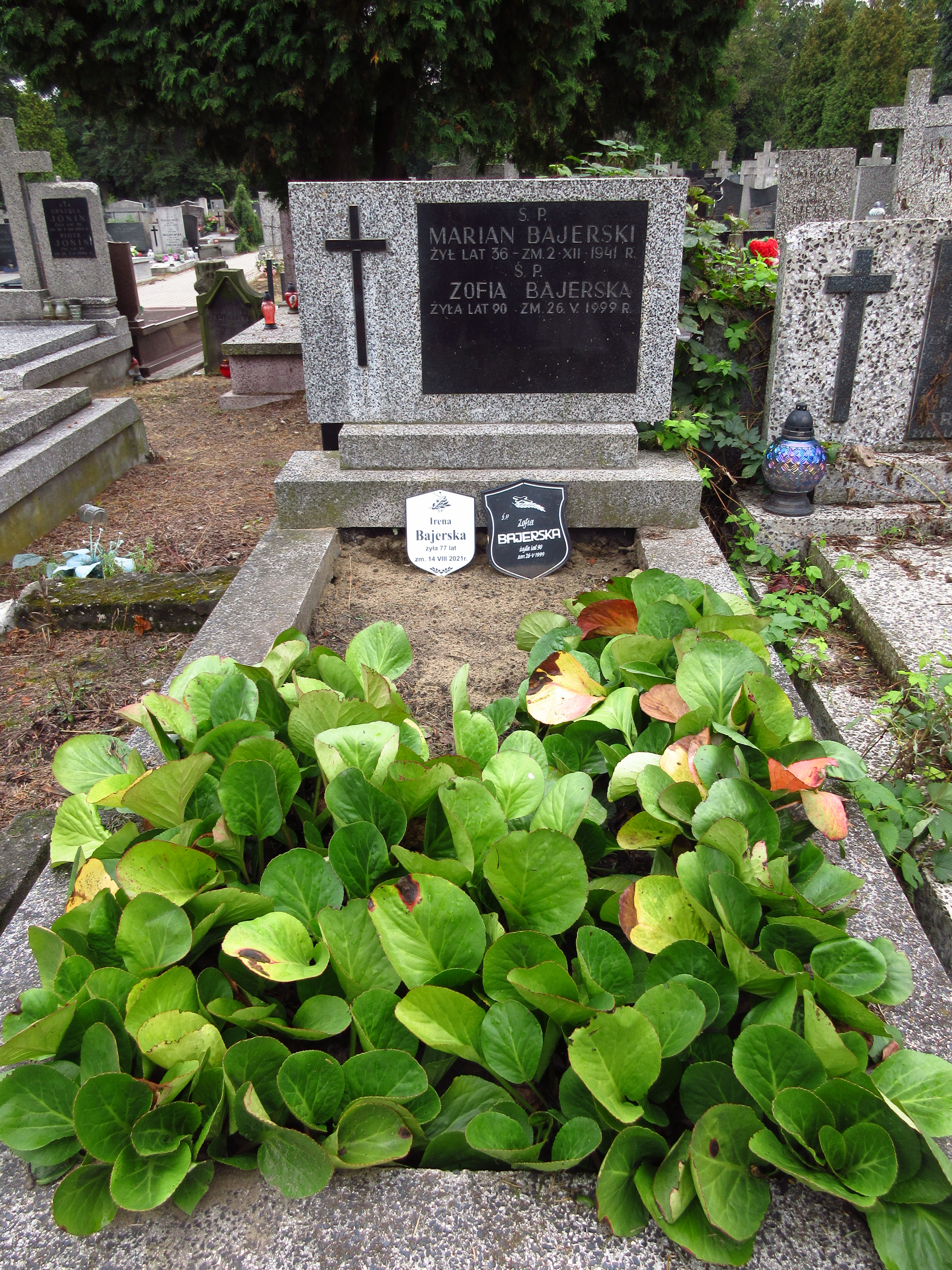
Grób Ireny Bajerskiej na Cmentarzu Bródnowskim.

Irena Bajerska była członkinią Sekcji Architektury Krajobrazu przy Oddziale Warszawskim Stowarzyszenia Architektów Polskich (SARP). W latach 1985–2004 była przewodniczącą Sekcji Architektury Krajobrazu oraz członkinią kolegium Sędziów Konkursowych SARP w kadencji 2012–2015.
Władała biegle językiem angielskim, rosyjskim i niemieckim.
Pochowana na Cmentarzu Bródnowskim (kwatera 32F-4-28).

## Nagrody i wyróżnienia
Irena Bajerska znalazła się w gronie 100 kobiet najbardziej znaczących dla światowego designu – MoMoWo. Jej aktywność projektowa została uhonorowana wieloma nagrodami i wyróżnieniami, m.in.:
- Nagroda Ministra Spraw Wewnętrznych i Administracji za najlepszy obiekt użyteczności publicznej finansowany ze środków publicznych 1989–1999 – Cmentarz Południowy w Warszawie, Życie w architekturze III edycja (2000)[10],
- Nagroda zespołowa Ministra Infrastruktury (2002) w dziedzinie architektury i budownictwa I stopnia za zrealizowany projekt Biblioteki Uniwersyteckiej w Warszawie[11],
- Nagroda Architektoniczna Prezydenta m.st. Warszawy (2016)[12],